# Kernkraftwerk Kosloduj
Das Kernkraftwerk Kosloduj (auch: Kozloduj oder Kozloduy; bulgarisch Козлодуй) ist das einzige in Betrieb befindliche Kernkraftwerk Bulgariens. Es liegt 200 Kilometer nördlich von Sofia und fünf Kilometer östlich von Kosloduj an der Donau. Der Bau des Kernkraftwerks begann am 6. April 1970.

## Geschichte

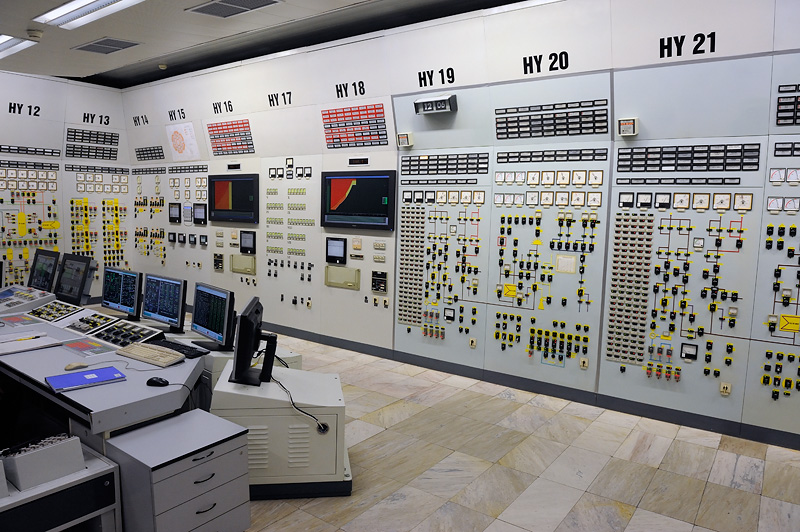
Schaltwarte von Block 5

Insgesamt wurden am Standort Kosloduj sechs Druckwasserreaktoren mit einer Gesamtleistung von 3.760 MW errichtet. Vier Blöcke des Kernkraftwerks sind vom alten sowjetischen Typ WWER-440/230 und wurden in Übereinkunft mit der Europäischen Union bis Ende 2006 stillgelegt. Die Blöcke 1 und 2 wurden bereits Ende 2002 stillgelegt. Die Blöcke 3 und 4 folgten am 31. Dezember 2006, unmittelbar vor dem EU-Beitritt Bulgariens. Die Bauart der Blöcke 5 und 6 ist vom neueren sowjetischen Typ WWER-1000/320 der dritten Generation. Sie verfügen dementsprechend über ein Containment. Die Blöcke 5 und 6 haben zusammen eine Leistung von 1906 MW. Diese beiden Blöcke wurden 2007 modernisiert und auf westliche Sicherheitsleittechnik (Teleperm XS) umgerüstet. Am Standort wurde von der EU die „sichere Lagerung“ von Atommüll über 300 Jahre genehmigt. Das Endlager, welches auf einem Nachbargrundstück des Kernkraftwerks Kosloduj entstehen soll, befindet sich seit 2017 in der Realisation.

## Energiepolitische Bedeutung
Die energiepolitische Lage in der Region verschärfte sich nach der Abschaltung der Blöcke 3 und 4. Es fehlen deshalb 880 Megawatt. Darunter leiden hauptsächlich die Exporte in die benachbarten Balkanländer, welche bis zu 40 % ihrer Stromversorgung verlieren.

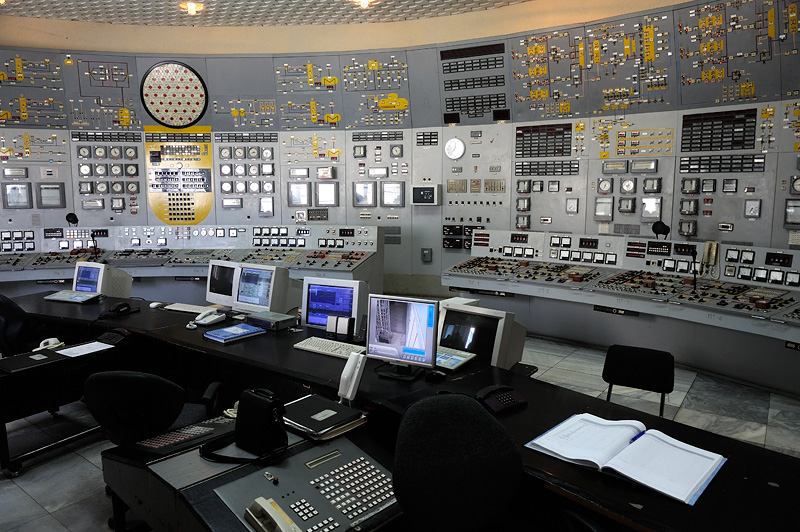
Schaltwarte der Blöcke 1 und 2

Die bulgarische Regierung beschloss im April 2005, als Ausgleich für die Abschaltung der vier Blöcke den Bau des Kernkraftwerks Belene wieder aufzunehmen, welcher seit 1990 ruhte. Im Februar 2013, mit dem Beschluss, das Belene-Projekt zu beenden, verlängerte das bulgarische Parlament die Restlaufzeit der beiden Blöcke in Kosloduj und beschloss, einen weiteren dort zu errichten.
Während des Gasstreits zwischen Russland und der Ukraine und der damit für Bulgarien entstehenden Knappheit an Erdgas wurde von Staatspräsident Georgi Parwanow in Erwägung gezogen, den dritten Reaktorblock in Kosloduj wieder in Betrieb zu nehmen. Gemäß dem EU-Beitrittsvertrag habe Bulgarien in Krisensituationen das Recht dazu. So könne der dritte Reaktorblock innerhalb eines Monats wieder in Betrieb genommen werden, der vierte brauche etwas mehr Zeit.

## Störfälle

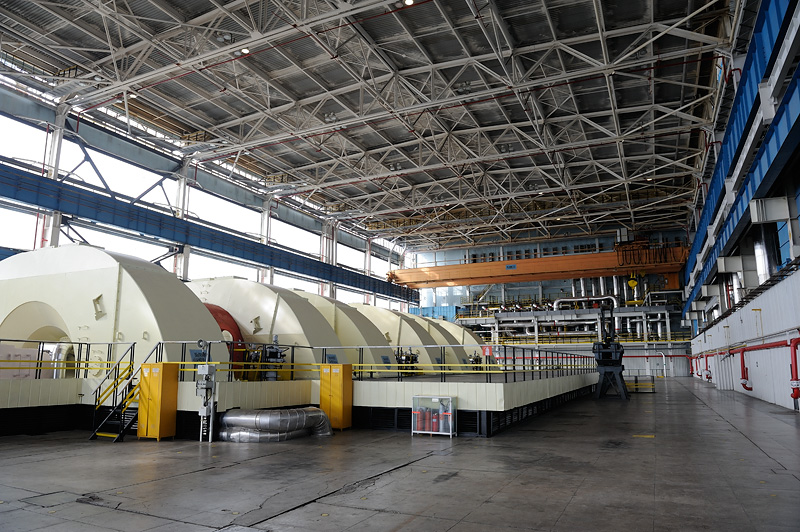
Turbinenhalle von Block 5

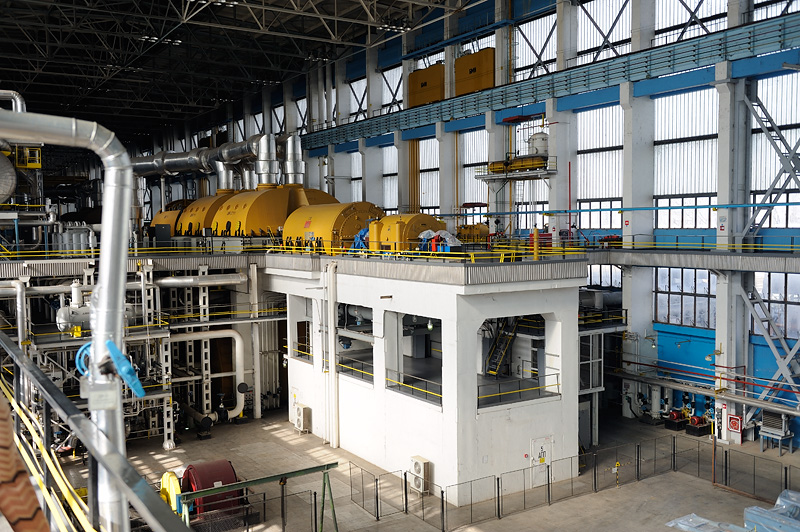
Turbinenhalle von Block 3 und 4

Die Internationale Atomenergiebehörde (IAEA) hatte der Anlage 1991 nach einer dreiwöchigen Überprüfung einen sehr schlechten Zustand „mit einer Anzahl sicherheitsrelevanter Mängel“ bescheinigt. In einem inoffiziellen Hilfeersuchen der Betriebsmannschaft an die IAEA war zuvor die Rede davon, dass die Dampferzeuger in dem Kraftwerk sowjetischer Bauart zu versagen drohten.
Im Volllastbetrieb entstand 2003 ein Leck an einer Schweißnaht des Primärkreislaufs des 3. Reaktors. Die Notkühlung trat in Funktion. Die mittlerweile stillgelegten Blöcke 1 bis 4 konnten hier – im Gegensatz zu den leistungsstärkeren Blöcken 5 und 6 sowie allen westlichen Druckwasserreaktoren – einzelne Segmente des Primärkreislaufs mit Ventilen absperren. Eine Absperrung wurde vorgenommen, womit der Wasserverlust nach relativ kurzer Zeit gestoppt werden konnte.
Am 1. März 2006 fiel in Block 5 eine von vier Hauptkühlmittelpumpen aus, weshalb die Leistung durch Einfahren einer Gruppe von 6 Steuerstäben um 30 % reduziert werden sollte. Von diesen blieben jedoch 3 in der obersten Position hängen, woraufhin der Reaktor durch Einspritzen von Borsäure in den Kühlkreislauf heruntergefahren wurde. Anschließend wurde eine Schnellabschaltung durch Einfahren der restlichen neun Gruppen mit insgesamt 54 Steuerstäben simuliert, um deren Funktion zu überprüfen. Dabei zeigte sich, dass weitere 19 Steuerstäbe in gleicher Weise versagten (insgesamt also 22 von 60).
Ursache der Störung war ein verändertes Design der Steuerstäbe seitens des Herstellers Gidropress. Im Falle eines gleichzeitigen Kühlmittelverlusts (z. B. durch Abreißen der Zuleitung) hätte deren Versagen zur Überhitzung und zum Schmelzen des Reaktorkerns führen können. Der Betreiber hatte den Zwischenfall ursprünglich auf der Internationalen Bewertungsskala für nukleare Ereignisse mit der Stufe 0 klassifiziert, aber die Aufsichtsbehörde ordnete ihn auf Stufe 2 ein. Der Störfall wurde erst zwei Monate später bekannt. Vier Monate später wurde der Kraftwerksmanager entlassen. Gidropress wurde später vorgeworfen, dass das neue Steuerstabdesign nicht getestet wurde. Die Firma argumentierte, dass in Reaktoren in Russland ähnliche Kontrollstäbe bereits verwendet wurden.
Wegen eines Lecks im Kühlkreislauf wurde Anfang April 2013 ein Reaktor des Kernkraftwerks abgeschaltet.

## Brennstäbe
Im August 2008 wurden Anschuldigungen des Kernphysikers Georgi Kotev, der im Kraftwerk für die Überprüfung der Qualität der Brennstäbe verantwortlich ist, bekannt, dass in dem Kraftwerk Brennstäbe niedriger Qualität mit unbekannten Eigenschaften verwendet würden. Im Oktober 2004 wurden die Brennstäbe des Typs TWSM durch Brennstäbe des Typs TWSA ersetzt. Diese neuen Brennstäbe stimmten nicht mit den in den Dokumenten angegebenen überein. Die Abweichungen von den dokumentierten Brennstabeigenschaften wurde von den bulgarischen Behörden und auch von Premierminister Sergei Stanischew bestätigt. Ein Sicherheitsproblem würde dadurch aber nicht entstehen, was von westlichen Experten bestritten wird.

## Daten der Reaktorblöcke
Das Kernkraftwerk Kosloduj hat insgesamt sechs Blöcke:
| Reaktorblock | Reaktortyp    | Netto- leistung | Brutto- leistung | Baubeginn  | Netzsyn- chronisation | Kommer- zieller Betrieb | Abschal- tung     |
| ------------ | ------------- | --------------- | ---------------- | ---------- | --------------------- | ----------------------- | ----------------- |
| Kosloduj-1   | WWER-440/230  | 408 MW          | 440 MW           | 01.04.1970 | 24.07.1974            | 28.10.1974              | 01.01.2004        |
| Kosloduj-2   | WWER-440/230  | 408 MW          | 440 MW           | 01.04.1970 | 24.08.1975            | 10.11.1975              | 01.01.2004        |
| Kosloduj-3   | WWER-440/230  | 408 MW          | 440 MW           | 01.10.1973 | 17.12.1980            | 20.01.1981              | 01.01.2007        |
| Kosloduj-4   | WWER-440/230  | 408 MW          | 440 MW           | 01.10.1973 | 17.05.1982            | 20.06.1982              | 01.01.2007        |
| Kosloduj-5   | WWER-1000/320 | 953 MW          | 1000 MW          | 09.07.1980 | 29.11.1987            | 23.12.1988              | (2027)[max. 2047] |
| Kosloduj-6   | WWER-1000/320 | 953 MW          | 1000 MW          | 01.04.1982 | 02.08.1991            | 30.12.1993              | (2029)            |